# Frank Dobson (Bildhauer)

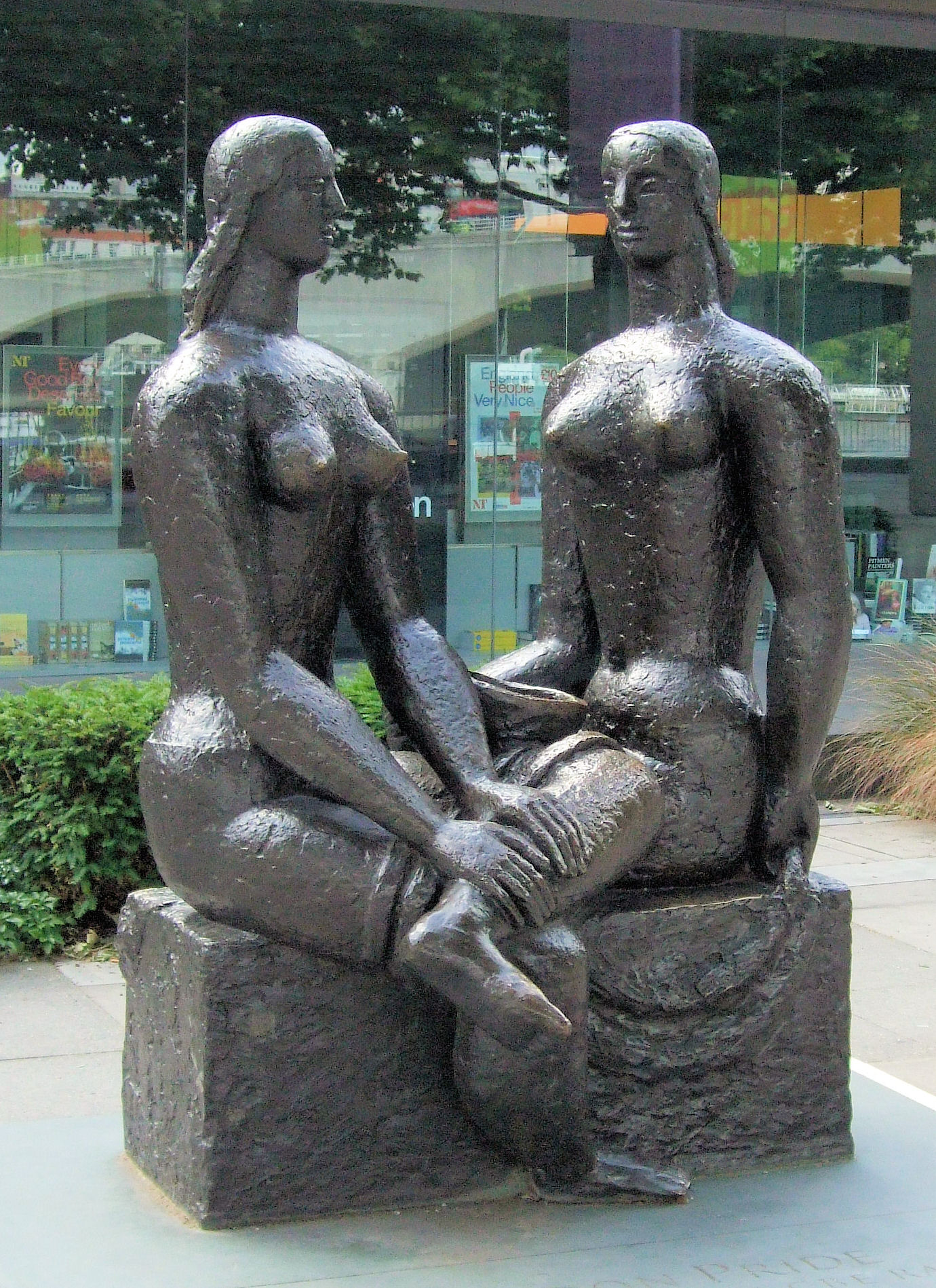
Frank Dobson: London Pride, 1987. South Bank, vor dem Londoner Nationaltheater

Frank Dobson (* 18. November 1886 in London; † 22. Juli 1963 ebenda) war ein britischer Bildhauer, der als Wegbereiter der modernen Skulptur in Großbritannien gilt.

## Leben
Frank Dobson wurde 1886 als Sohn eines Werbegrafikers in London geboren. Nach dem Tod seines Vaters wuchs er bei einer Tante in Hastings auf. Er studierte an der Hastings School of Art, am Hospitalfield Art Institute in Arbroath (1906–1910) und anschließend an der City and Guilds of London Art School (1910–1912). Zunächst malte er im postimpressionistischen Stil, bevor er sich ab etwa 1914 der Bildhauerei zuwandte, inspiriert von den Holzschnitten Paul Gauguins und der so genannten „primitiven“ Kunst.
Während des Ersten Weltkriegs diente Frank Dobson bei den Artists’ Rifles, wurde aber 1917 aus gesundheitlichen Gründen entlassen. Nach dem Krieg ließ er sich als Bildhauer in Chelsea nieder. Er war Mitglied der avantgardistischen Gruppe X (1920) und von 1924 bis 1927 Präsident der London Group. 1933 erlitt er eine schwere Verletzung, die seine Fähigkeitdirekt zu meißeln einschränkte. Von 1946 bis 1953 war er Professor für Bildhauerei am Royal College of Art. 1951 wurde er zum Royal Academician und 1947 zum Commander of the Order of the British Empire (CBE) ernannt. Frank Dobson starb 1963 in London.

## Werk

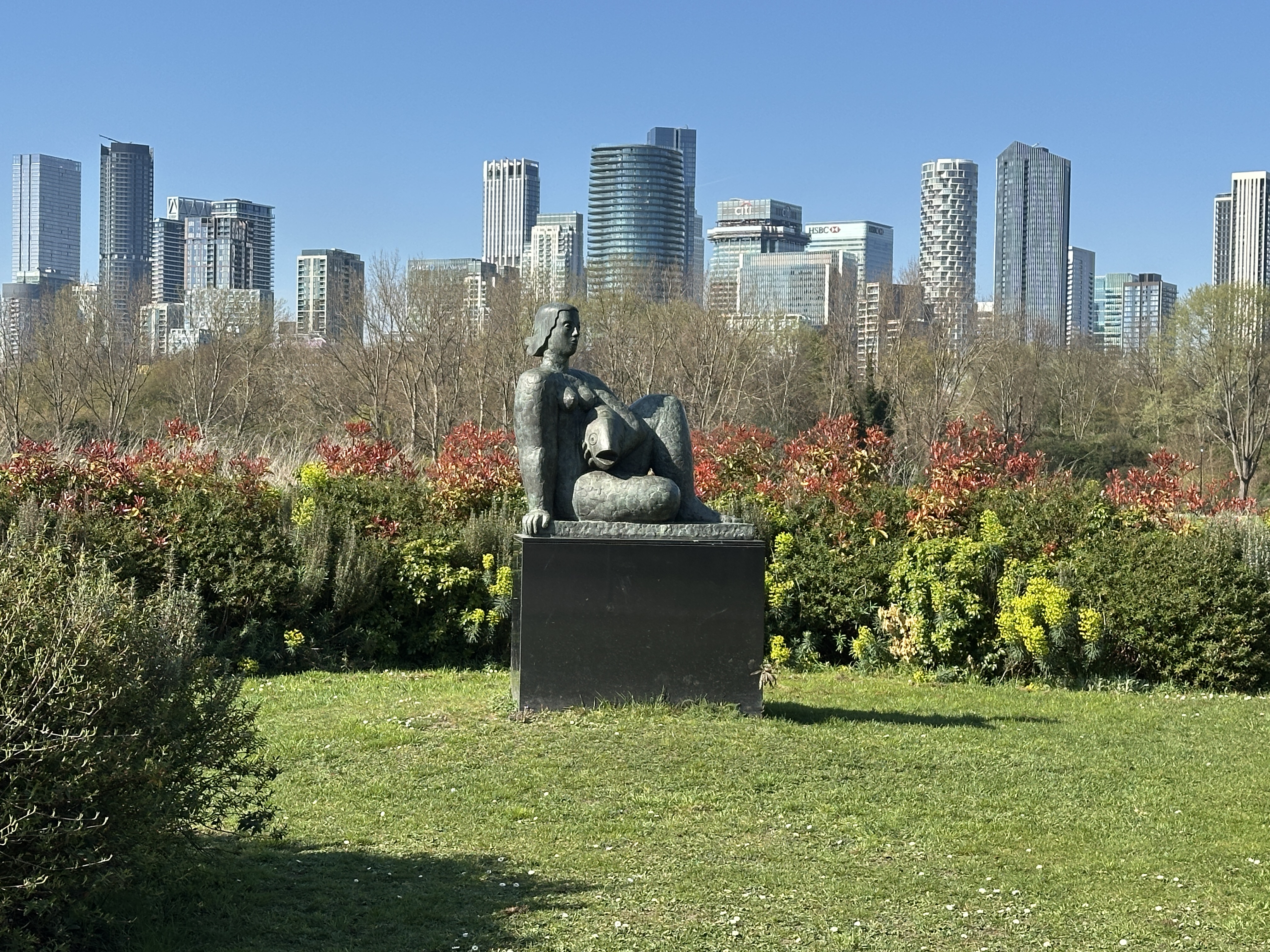
Frank Dobson: Woman and Fish, Millwall Park, London

Frank Dobsons Frühwerk war vom Kubismus beeinflusst, entwickelte sich aber zu einer vereinfachten, figurativen Formensprache, die an Aristide Maillol erinnert. Sein bevorzugtes Thema war der weibliche Akt, den er in einer Mischung aus Monumentalität und Sinnlichkeit darstellte. Er arbeitete mit Materialien wie Bronze, Terrakotta, Stein und poliertem Messing und war ein Verfechter des „Direct carving“.
Zu seinen bekanntesten Werken zählen: 
- Cornucopia (1925–1927, Universität Hull)
- Sir Osbert Sitwell (1923, Tate Gallery)
- London Pride (Skulptur vor dem National Theatre, London)
- Woman and Fish (Millwall Park, Tower Hamlets)

Frank Dobson war auch als Porträtist tätig und schuf unter anderem eine Skulptur der Schauspielerin Margaret Rawlings (1936). Sein Werk wurde in den 1920er und 1930er Jahren sehr geschätzt, geriet jedoch später gegenüber Künstlern wie Henry Moore und Barbara Hepworth in den Hintergrund. In jüngster Zeit wird sein Beitrag zur britischen Skulptur des 20. Jahrhunderts wieder stärker gewürdigt.